# David Mitchell
David James Stuart Mitchell (født 14. juli 1974) er en britisk skuespiller, forfatter og komiker. Han er den ene af komiker-duoen "Mitchell and Webb", den anden er Robert Webb, som han mødte på Cambridge University. De spiller hovedrollerne i Channel 4-showet Peep Show. Mitchell spiller Mark Corrigan. Programmet har vundet flere britiske BAFTA-priser, hvor Mitchell vandt for Best Comedy Perfomance i 2009. Duoen har skrevet mange sketchshows som That Mitchell And Webb Situation, That Mitchell And Webb Sound og senest That Mitchell And Webb Look.